# Остфоршунг
«Остфоршунг» (нем. Ostforschung — «Изучение Востока») — научное направление, сеть исследовательских учреждений и система изучения стран Центральной, Восточной и Юго-Восточной Европы, которые, возникнув во второй половине XIX века в Австрии и Германии, обеспечили создание идеологического фундамента доктрины «Натиск на восток».

## Исторический очерк
Официальное оформление «Остфоршунга» завершилось к 1902 году, когда в Берлинском университете началось преподавание восточноевропейского страноведения и истории. Координационным органом «Остфоршунга» выступило созданное в октябре 1913 года «Немецкое общество по изучению России», которое, осознавая военную, политическую и экономическую значимость России для Германии провозгласило в своей учредительной грамоте: «... для лучшего знания России, её истории и современности должно делаться больше, чем раньше...». Помимо координационных задач, общество занималось вопросами Европейского Востока в целом и оказывало помощь государственным органам.
Перед Первой мировой войной исследовательскими результатами общества пользовались милитаристские и реакционные круги кайзеровской Германии для создания идеологической базы под выбранный курс экспансионистской внешней политики и подготовки военной агрессии.
В годы войны работа организации была на некоторое время приостановлена, однако в июле 1918 года снова возобновлена под названием «Немецкое общество по изучению Восточной Европы». Активность общества резко возросла после заключения между Советской Россией и Германией Рапалльского договора 1922 года, оно начало играть роль культурной и научной инстанции, выполняющей функции посредника между советскими и германскими государственными структурами.
С приходом к власти Гитлера направление основной деятельности было перенацелено на нужды режима нацистов, в исследовательской работе начала утверждаться правомерность политики завоевания новых территорий на Востоке, уничтожения и порабощения славянских народов, обосновывалась теория «жизненного пространства», обеспечивалось ведение разведывательной и подрывной работы против восточных государств и т. п.. В этот период основными центрами организации стали Берлин, Кёнигсберг и Бреславль.
В 1949 году система «Остфоршунг» была возрождена в Западной Германии, а в 1952 году, в дополнение к ней, появилось «Общество Юго-Восточной Европы»; обе организации задекларировали своей целью развитие многопрофильных контактов со странами Восточной и Юго-Восточной Европы.
Во время «холодной войны» организация «Остфоршунг» направляла значительные ресурсы на ведение идеологического и психологического противоборства со странами восточного блока, дискредитацию их внешней политики, внутреннего устройства и государственного руководства. Число её учреждений, увеличившись до сотни, в три раза превзошло аналогичное их количество при нацистской Германии; среди исследований основным направлением стал антикоммунизм, историческое оправдание идей реваншизма и т. п. Произошло оформление в качестве самостоятельного направления так называемого «советоведения» (нем. Sowjetkunde). К середине 50-х годов XX века изучение политических и гуманитарных вопросов, связанных с Восточной Европой стало концентрироваться в ряде специализированных институтов и университетов ФРГ, среди которых значились: 
- Институт Восточной Европы при Свободном университете Берлина,
- Федеральный институт восточнонаучных и международных исследований в Кёльне
- Институт Восточной Европы в Мюнхене,
- Институт Гердера в Марбурге,
- и ряд других исследовательских центров общим числом до трёх десятков.

В тесном сотрудничестве с аналогичными институтами США, Франции, Великобритании, Австрии и Италии эти научные учреждения регулярно публикуют 3 ежегодника, восемь книжных сериалов, более 40 печатных периодических изданий в том числе такие как «Журнал по исследованию Востока», «Восточная Европа», «Документация Центральной Восточной Европы», «Юго-Восточные исследования» и др.
С завершением «холодной войны» исследовательская активность организации «Остфоршунг» стала направляться на развитие позитивных отношений стран Запада и Восточной Европы и приобрела более объективный характер.